# Gordon R. Dickson
Pour les articles homonymes, voir Dickson.
 (septembre 2009).
Si vous disposez d'ouvrages ou d'articles de référence ou si vous connaissez des sites web de qualité traitant du thème abordé ici, merci de compléter l'article en donnant les références utiles à sa vérifiabilité et en les liant à la section « Notes et références ».
Œuvres principales
- Cycle du Chevalier Dragon

Gordon Rupert Dickson, né le 1er novembre 1923 à Edmonton en Alberta au Canada et mort le 31 janvier 2001 à Richfield au Minnesota aux États-Unis, est un écrivain américain de science-fiction. 
Il est l'auteur de nombreux romans et séries dont les plus fameuses sont le cycle de Childe ainsi que la série du Chevalier Dragon.

## Biographie
Gordon Dickson est né à Edmonton (Canada) puis a déménagé aux États-Unis avec ses parents en 1928.
De 1943 à 1946, il effectue son service militaire, puis, en 1948, il obtient son Bachelor of Arts de littérature anglaise à l'université du Minnesota. Il publie sa première nouvelle en 1951 sous le titre The Friendly Man dans la revue Astouding puis son premier roman Aliens from Acturus en 1957.
De 1969 à 1971, il est nommé président de la Science Fiction and Fantasy Writers of America.
Pendant sa carrière, il a obtenu trois prix Hugo, un prix Nebula et un prix British Fantasy Society Award. Il a publié plus de deux cents nouvelles et soixante romans, collections ou anthologies, bien qu'il reste encore très peu traduit en français.

## Œuvres

### Cycle de Childe-Dorsai
- (en) Dorsai!, 1959, trad. Marcel Battin[1]également publié en anglais sous le nom The Genetic General
- Nécromant ((en) Necromancer, 1962)connu aussi sous le nom No Room for Man
- Pour quelle guerre ((en) Soldier, Ask Not, 1967)Prix Hugo
- La stratégie de l'erreur ((en) The Tactics of Mistake, 1971)
- L'esprit de Dorsai ((en) The Spirit of Dorsai, 1979)
- (en) Lost Dorsai, 1980Prix Hugo
- (en) The Final Encyclopedia, 1984
- (en) The Chantry Guild, 1988
- (en) Young Bleys, 1991
- (en) Other, 1994
- (en) Dorsai Spirit, 2002

### Cycle du Chevalier Dragon
- Le Dragon et le George ((en) The Dragon and the George, 1976), adapté pour la télévision en Le vol du dragon (1982).
- Le Chevalier dragon ((en) The Dragon Knight, 1990)
- Le Dragon à la frontière ((en) The Dragon on the Border, 1992)
- (en) The Dragon at War, 1992
- (en) The Dragon, the Earl, and the Troll, 1994
- (en) The Dragon and the Djinn, 1995
- (en) The Dragon and the Gnarly King, 1997
- (en) The Dragon in Lyonesse, 1998
- (en) The Dragon and the Fair Maid of Kent, 2000

### Cycle de Hoka(écrit avecPoul Anderson)
- (en) Earthman's Burden, 1957
- (en) Star Prince Charlie, 1975
- (en) Hoka!, 1983
- (en) Hoka! Hoka! Hoka!, 1983
- (en) Hokas Pokas, 2000

### Autres cycles

#### Cycle Under the Sea
- (en) Secret Under the Sea, 1960
- (en) Secret Under Antarctica, 1963
- (en) Secret Under the Caribbean, 1964

#### Cycle de Dilbia
- (en) Spacial Delivery, 1961
- (en) Spacepaw, 1969

#### Cycle deSea People
- (en) The Space Swimmers, 1967
- (en) Home from the Shore, 1978

### Romans
- (en) Alien from Arcturus, 1956Connu aussi sous le nom Arcturus Landing
- (en) Mankind on the Run, 1956Connu aussi sous le nom On the Run
- (en) Time to Teleport, 1960
- (en) Delusion World, 1961
- (en) Naked to the Stars, 1961
- (en) The Alien Way, 1965Connu aussi sous le nom Mission to Universe
- (en) Space Winners, 1965
- (en) None But Man, 1969
- (en) Wolfling, 1969
- (en) Hour of the Horde, 1970
- (en) Sleepwalker's World, 1971
- (en) The Outposter, 1972
- (en) La masse Pritcher, 1972Connu aussi sous le nom The Pritcher Mass
- (en) Alien Art, 1973
- (en) The R-Master, 1973
- (en) Gremlins, Go Home!, 1974Écrit avec Ben Bova.
- (en) The Lifeship, 1976Écrit avec Harry Harrison. Connu aussi sous le nom Lifeboat
- (en) Time Storm, 1977
- (en) The Far Call, 1978
- (en) Pro, 1978
- (en) Masters of Everon, 1980
- (en) The Man from Earth, 1983
- (en) The Last Master, 1984
- (en) Jamie the Red, 1984Écrit avec Roland J. Green.
- (en) Secrets of the Deep, 1985
- (en) Steel Brother, 1985
- (en) The Dorsai Companion, 1986
- (en) The Forever Man, 1986
- (en) Way of the Pilgrim, 1987
- (en) The Earth Lords, 1988
- (en) Wolf and Iron, 1990
- (en) The Magnificent Wilf, 1995
- (en) The Right to Arm Bears, 2000

### Collections
- (en) Planet Run, 1967Écrit avec Keith Laumer.
- (en) Danger - Human, 1970
- (en) The Day the Sun Stood Still: Three Original Novellas of Science Fiction, 1972Écrit avec Poul Anderson et Robert Silverberg.
- (en) The Book of Gordon R. Dickson, 1973
- (en) Ancient, My Enemy, 1974
- (en) Mutants, 1974
- (en) The Star Road, 1974
- (en) Gordon R. Dickson's SF Best, 1978
- (en) In the Bone: The Best Science Fiction of Gordon R. Dickson, 1978
- (en) In Iron Years, 1980
- (en) Love Not Human, 1981
- (en) Dickson!, 1984
- (en) Survival!, 1984
- (en) Forward!, 1985Écrit avec Sandra Miesel (en).
- (en) Invaders!, 1985
- (en) The Last Dream, 1986
- (en) The Man the Worlds Rejected, 1986
- (en) Mindspan, 1986Écrit avec Sandra Miesel (en).
- (en) Stranger, 1986
- (en) Beginnings, 1988
- (en) Ends, 1988
- (en) Guided Tour, 1988
- (en) Hour of the Gremlins, 2002Écrit avec Ben Bova.
- (en) The Human Edge, 2003

### Nouvelles publiées en français
- La Résistance (1980)